# Heaven Knows (canción de The Pretty Reckless)
«Heaven Knows» es una canción de la banda estadounidense The Pretty Reckless extraída de su segundo álbum de estudio Going to Hell del año 2014. Fue lanzada el 19 de noviembre de 2013 como segundo sencillo del álbum. La canción fue escrita por Taylor Momsen y Ben Phillips, mientras que Kato Khandwala fue responsable de la producción. «Heaven Knows» es el primer sencillo de la banda que ha llegado a número 1 en la lista (Mainstream Rock) de Billboard y el segundo sencillo en el llegar a la cima del UK Rock Chart, después del éxito de su sencillo debut "Make Me Wanna Die" en 2010.
Además la canción entró posteriormente en la lista Alternative Songs llegando al número 20.

## Antecedentes
Después de acabar su gira mundial The Medicine Tour en 2012, la banda comenzó a trabajar en su nuevo álbum de estudio.
Estuvieron grabando en Water Music Recording Studios en Nueva Jersey cuando el estudio fue destruido por el Huracán Sandy. Así, se perdió gran cantidad de material grabado para disco teniéndose que volver a grabar de nuevo. Interscope Records lanzó la canción Kill Me el 2 de diciembre de 2012. Pero las bajas ventas del sencillo y diferencias creativas llevó al rompimiento del contrato de la banda con Interescope. Finalmente la banda firmó con el sello discográfico Razor & Tie.
«Heaven Knows» fue estrenada el 19 de noviembre de 2013 en radios y tiendas digitales como segundo sencillo del álbum Going to Hell.

## Recepción crítica
Chris Payne de Billboard alabó "Heaven Knows" y la describió como un híbrido entre la canción de "Queen' 'We Will Rock You' con la voz de Joan Jett.

## Recepción comercial
«Heaven Knows» fue el primer sencillo de The Pretty Reckless' en llegar a la cima de un chart de Billboard. Fue su primera entrada en el Mainstream Rock Songs chart y estuvo número uno durante 3 semanas consecutivas. Fue la segunda canción de una banda liderada por una mujer en llegar a la cima del chart en 24 años. Después se convirtió en la primera canción de la banda en entrar en el chart Alternative Songs, en el cual alcanzó el número 20. Pese a no entrar al Billboard Hot 100, la canción llegó al número 14 en el Bubbling Under Hot 100 Singles. La canción fue también la primera de la banda en entrar en el Canadian Hot 100; llegando al número 48.
"Heaven Knows" debutó en el número 151 en el UK Singles Chart en la semana del 1 de marzo de 2014. La canción entró al número en 99 en su tercera semana en el chart, y en su quinta semana, llegó al 61 con 3,737 copias vendidas. «Heaven Knows» se convirtió también en el segundo sencillo de la banda en llegar a la cima del UK Rock Singles Chart.
En Nueva Zelanda, la pista debutó y llegó al número 38 en el New Zealand Singles Chart en 31 de marzo de 2014.

## Video musical
El video de «Heaven Knows», fue codirigido por la misma Taylor Momsen y Jon J, y fue grabando en Miami. En el video se puede apreciar a Momsen medio desnuda con una sombra de ojos negra, rodeada de libros ardiendo y de niños muy tatuados en un oscuro y siniestro instituto.

## Posicionamiento en listas
| País           | Lista (2014)                     | Mejor posición |
| -------------- | -------------------------------- | -------------- |
| Canadá         | Canadian Hot 100                 | 48             |
| Estados Unidos | Billboard Bubbling Under Hot 100 | 14             |
| Estados Unidos | Mainstream Rock Songs            | 1              |
| Estados Unidos | Alternative Songs                | 20             |
| Estados Unidos | Rock Songs                       | 17             |
| Francia        | SNEP Charts                      | 158            |
| Japón          | Japan Hot 100                    | 64             |
| Nueva Zelanda  | NZ Top 40 Singles Chart          | 38             |
| Reino Unido    | UK Singles Chart                 | 61             |
| Reino Unido    | UK Rock Chart                    | 1              |

| País           | Lista (2014)    | Posición |
| -------------- | --------------- | -------- |
| Estados Unidos | Hot Rock Songs  | 31       |
| Estados Unidos | Mainstream Rock | 1        |
| Estados Unidos | Rock Airplay    | 17       |

| Anterior: «Shepherd of Fire» de Avenged Sevenfold | Mainstream Rock Tracks — Sencillo Nro 1 22 de marzo de 2014 — 25 de abril de 2014 | Siguiente: «Take Out the Gunman» de Chevelle |

## Historia de lanzamiento
| Región         | Fecha               | Formato          | Discográfica  | Ref.   |
| -------------- | ------------------- | ---------------- | ------------- | ------ |
| Estados Unidos | 19 nov 2013         | Descarga digital | Razor & Tie   | [ 3 ]  |
| Canadá         | 3 dic 2013          | Descarga digital | Razor & Tie   | [ 19 ] |
| Australia      | 17 de enero de 2014 | Descarga digital | Cooking Vinyl | [ 20 ] |
| Alemania       | 17 de enero de 2014 | Descarga digital | Cooking Vinyl | [ 21 ] |
| Irlanda        | 17 de enero de 2014 | Descarga digital | Cooking Vinyl | [ 22 ] |
| Reino Unido    | 19 de enero de 2014 | Descarga digital | Cooking Vinyl | [ 23 ] |
| Francia        | 20 de enero de 2014 | Descarga digital | Cooking Vinyl | [ 24 ] |